# Patinella multicentra
Patinella multicentra är en mossdjursart som först beskrevs av Arnold Girard Kluge 1955.  Patinella multicentra ingår i släktet Patinella och familjen Lichenoporidae. Inga underarter finns listade i Catalogue of Life.